# Ingraham Trail
Der Ingraham Trail ist eine etwa 69 km (43 Meilen) lange Straße in den Nordwest-Territorien im Norden Kanadas und verläuft zwischen Yellowknife und dem Tibbitt Lake. In Wintermonaten geht der Ingraham Trail in die Tibbitt to Contwoyto Winter Road über, die dann auf dem zugefrorenen Tibbitt Lake beginnt. Der Ingraham Trail gilt als sehr gefährlich, weil er sehr kurvenreich und schmal ist.
Im Jahr 2007 wurde die Strecke Gegenstand der Doku-Serie Ice Road Truckers.